# Karel Boromejski
Karel Boromejski (italijansko Carlo Borromeo), italijanski rimskokatoliški nadškof, kardinal in svetnik, * 2. oktober 1538, Arona, † 3. november 1584, Milano.

## Življenjepis
31. januarja 1560 je bil povzdignjen v kardinala.
8. februarja 1560 je bil imenovan za apostolskega administratorja Milana. 4. septembra 1563 je prejel duhovniško posvečenje, 7. decembra istega leta pa še škofovsko posvečenje.
12. maja 1564 je bil imenovan za nadškofa Milana.
1. novembra 1610 je bil kanoniziran.